# Ramon de Rialp i Safont
Ramon de Rialp i Safont (Anglesola, ? - Viena?, entre 1741 i 1755) fou un militar català durant la Guerra de Successió Espanyola.
D'origen pallarès, procedia d'uns de Rialp establerts a Anglesola, tot i que també establiren vincles amb Torelló.
Es va casar amb Isabel de Rosselló, i el matrimoni fruità dos fills, Carles i Magdalena. La noia va maridar el 1735, quan ell era a l'exili, amb Miquel de Parrella i Ferrer, hereu de la casa Parrella de Torelló.
El 1705 ja apareix mobilitzat a favor de l'arxiduc Carles d'Àustria. Apareix en una llista de cavallers que seguiren Manuel Desvalls i de Vergós en la presa de Lleida, i sembla que continuà sempre a prop dels germans Desvalls. El mateix 1705 és capità del regiment de cavalleria de Miquel Subies; amb aquest regiment participà en la batalla de Calamocha, el 1706, on mori el seu coronel. El germà del coronel, Felip Subies, fou ascendit a coronel, i Ramon de Rialp, a sergent major, el 1707. El 1713 apareix entre els voluntaris que fan costat al Marquès del Poal en l'organització de l'exèrcit català de l'interior, agrupat els darrers dies de gener del 1714 a Monistrol de Calders.
Ja com a tinent coronel, arribà a ser l'home de confiança del Marquès del Poal, alhora que era un dels contactes, epistolars, de qui es refiava el Consell de Cent: les seves cartes, conservades, mostren clarament aquesta confiança.
Romangué al costat del Marquès del Poal fins al darrer moment, i participà de forma destacada a la batalla de Talamanca. Després, el seguí a la capitulació de Cardona i a l'exili vienès. Un cop allí, s'integrà en els exèrcits imperials austríacs i participà activament en la tercera guerra contra els turcs. El 1741 feu testament a favor del seu fill, Carles de Rialp i de Rosselló, i el 1755 ja consta com a mort, ja que la seva neta Anna Costa i de Rialp funda, a Anglesola, un aniversari a la parròquia del poble en memòria de la seva ànima.